# Santa Creu d'Enviny
La Santa Creu d'Enviny és una església romànica propera als pobles de Montardit de Dalt i Llarvén, en el terme municipal de Sort, de la comarca del Pallars Sobirà. Pertanyia al municipi d'Enviny. És a uns 550 metres a l'oest-sud-oest de Montardit de Dalt i a uns 850 al sud-sud-est de Llarvén, en el vessant oriental de la Serra de la Solana, a la dreta de la Llau de Sant Joan i a l'esquerra de la Llau de la Caella. L'església forma part d'un conjunt, juntament amb la masia de la Sant Creu i la borda annexa a la masia.